# Рєзниченко Абрам Ісакович
Абра́м Іса́кович Рєзниче́нко (22 лютого 1916, Кременчук — 26 червня 1973, Київ) — український радянський графік; член Спілки радянських художників України та Спілки журналістів СРСР.

## Життєпис
Народився 9 [22] лютого 1916 року в місті Кременчуці (нині Полтавська область, Україна) в сім'ї ремісника. У 12-літньому віці відправився до Харковаів де вступив в художню школу, проте її не закінчив і у 1929 році почав працювати художником багатотиражної газети «Харківський Паровозник». Пізніше працював ілюстратором харківської газети «Комунізм». У 1933 році його перші малюнки з'явилися в газеті «Правді».
Пару років навчався в Ленінградській художній академії. Потім переїхав до Києва, де розпочав роботу в газеті «Радянська Україна». З другої половини 1930-х років почав пацювати як книжковий ілюстратор.
Брав участь у німецько-радянській війні. У 1941 році став художником газети «Червона Армія». Під час війни потрапив у німецький полон і провів три роки в таборі для військовополонених.
В 1944—1946 малював пропагандивні й сатиричні малюнки і плакати; у період 1948—1973 років ілюстрував десятки книг відомих радянських письменників. Мешкав у Києві в будинку на вулиці Красицького, № 21, квартира № 1. Помер у Києві 26 червня 1973 року.

## Творчість
Працював в галузях книжкової графіки та плаката. Автор ілюстрацій до книг:
- «Як гартувалася сталь» Миколи Островського (1936—1937, 1949);
- «Молода гвардія» Олександра Фадєєва, (1946);
- «Молодість» Олександра Бойченка (1948);
- «Народжені бурею» Миколи Островського (1949);
- «Земля гуде» Олеся Гончара (1950);
- «Таємниця Соколиного бору» Юрія Збанацького (1951);
- «Прапороносці» Олеся Гончара (1951);
- «Школа» Оксани Іваненко (1960);
- «До нас прийшов Ленін» Валентина Бичка (1966);
- «Принц та жебрак» Марка Твена (1968).

Брав участь у республіканських виставках з 1949 року, всесоюзних — з 1950 року, зарубіжних — з 1956 року.

## Відзнаки
- Сталінська премія III ступеня (1951; за ілюстрації до повістей Олеся Гончара «Земля гуде» і Юрія Збанацького «Таємниця Соколиного бору»; отримана у 1962 році[1]);
- Орден «Знак Пошани»;
- Почесна грамота Президії Верховної Ради УРСР.